# Waltenrieth
Waltenrieth ist ein Gemeindeteil des Marktes Moosbach im Oberpfälzer Landkreis Neustadt an der Waldnaab, Bayern.

## Geographische Lage
Die Einöde Waltenrieth liegt unterhalb von Tröbes direkt am Westufer des Tröbesbaches 4,5 km südlich von Moosbach.

## Geschichte
1452 wurde der Hammer Waltenrieth erstmals erwähnt. Das Hammerherrenhaus, ein Mansardendachbau aus dem 18. Jahrhundert, ist noch erhalten, dazu eine 1826 errichtete Kapelle mit Ausstattung. Zum Stichtag 23. März 1913 wurde Waltenrieth als Teil der exponierten Kooperatur Etzgersrieth und damit zur Pfarrei Böhmischbruck gehörig mit 2 Häusern und 14 Einwohnern aufgeführt. Am 31. Dezember 1990 hatte Waltenrieth 7 Einwohner und gehörte zur Expositur Etzgersrieth und zur Pfarrei Böhmischbruck. Heute (2013) gehört Waltenrieth mit der Expositur Etzgersrieth zur Pfarrei Moosbach im Dekanat Leuchtenberg.
Waltenrieth bildete mit Tröbes von 1821 bis 1930 eine Gemeinde.